# Adolph Friedrich von Scheve
Adolph Friedrich von Scheve, auch: Adolf Friedrich von Scheve, ursprünglich (bis 1759): Adol(ph/f) Friedrich Scheve (* 27. Mai 1752 in Neustrelitz; † 22. Februar 1837 in Berlin) war ein deutscher Jurist.

## Leben
Adolph Friedrich von Scheve war der älteste Sohn des Johann Christoph (von) Scheve (* 27. Mai 1714; † 6. Oktober 1782), Kammerpräsident und Geheimer Rat in Mecklenburg-Strelitz und Erbherr auf Canzow bei Woldegk, und dessen Ehefrau Charlotta Sophia (* 24. April 1724; † 22. Juli 1799), geb. von Fischer. Als Scheve knapp acht Jahre als war, empfing sein Vater für sich und seine Nachkommen aus Wien den erblichen Reichsadelsstand mit „von“. Sein Bruder Adolph Ludwig Karl von Scheve (1758–1831) war später Großherzoglich mecklenburg-strelitzscher Kammerpräsident in Neustrelitz.
Nach dem Besuch einer höheren Schule begann von Scheve am 4. April 1769 ein Studium der Rechtswissenschaften an der Universität Greifswald und setzte dieses im Mai 1771 an der Universität Leipzig sowie im April 1773 an der Universität Göttingen fort. Er absolvierte am 27. November 1774 in Berlin sein Examen um in den preußischen Staatsdienst treten zu können. Hierauf kam er als Referendar nach Cöslin, im darauffolgenden Jahr nach Küstrin und wurde dann nach Stettin versetzt. Er beantragte am 11. August 1777 zur Großen Prüfung zugelassen zu werden, und war, nach deren Bestehen am 31. Januar 1778, für die Ratslaufbahn vorgesehen; am 3. Februar 1778 wurde er Referendar cum voto in Stettin. Am 15. Dezember 1780 erfolgte die Versetzung als Assistenzrat zur Oberamtsregierung nach Breslau, 1782 wurde er Assistenzrat beim Oberlandesgericht in Strehlen. 1783 erfolgte seine Ernennung zum Oberamtsrat und bei der Oberamtsregierung in Breslau erfolgte seine Beförderung zum Rat 1. Klasse am 12. August 1784.
Am 9. Juli 1786 ging er als Nachfolger des Georg Wilhelm Jacob Friese (1740–1786) als Kammergerichtsrat nach Berlin und wurde im März 1797 Präsident des Oberkonsistoriums und des Oberschulkollegiums wie auch des Armendirektoriums.
1807 wurde der Friedrichstift, eine Anstalt zur Verpflegung und Erziehung armer, verlassener Kinder, gegründet und er wurde Direktor dieses Stiftes des Berliner Kammergerichts. Als 1815 alle Behörden reformiert wurden, wurde die königliche Anstalt des Armendirektoriums zum kurmärkischen Puppillenkollegium, das unter anderem auch für Vormundschaftsfragen zuständig war. Adolf Friedrich von Scheve wurde zu dessen Präsidenten ernannt; dieses Amt übte er bis zu seinem Tod aus.
Er erhielt vom Staatsminister Christian Rother 1.000 Reichstaler zur beliebigen Verteilung, von denen er 500 Reichstaler dem kurmärkischen Puppillenkollegium zum Fond der Erziehung armer Waisen und 500 Reichstaler dem Friedrichstift gab. Das Kammergericht und Puppillenkollegium ließ zum Andenken eine Büste von Adolf Friedrich von Scheve vom Professor Ludwig Wilhelm Wichmann aus Marmor anfertigen, das Friedrichstift ließ ihm zu Ehren eine eiserne Gedenktafel an ihrem Gebäude anbringen.

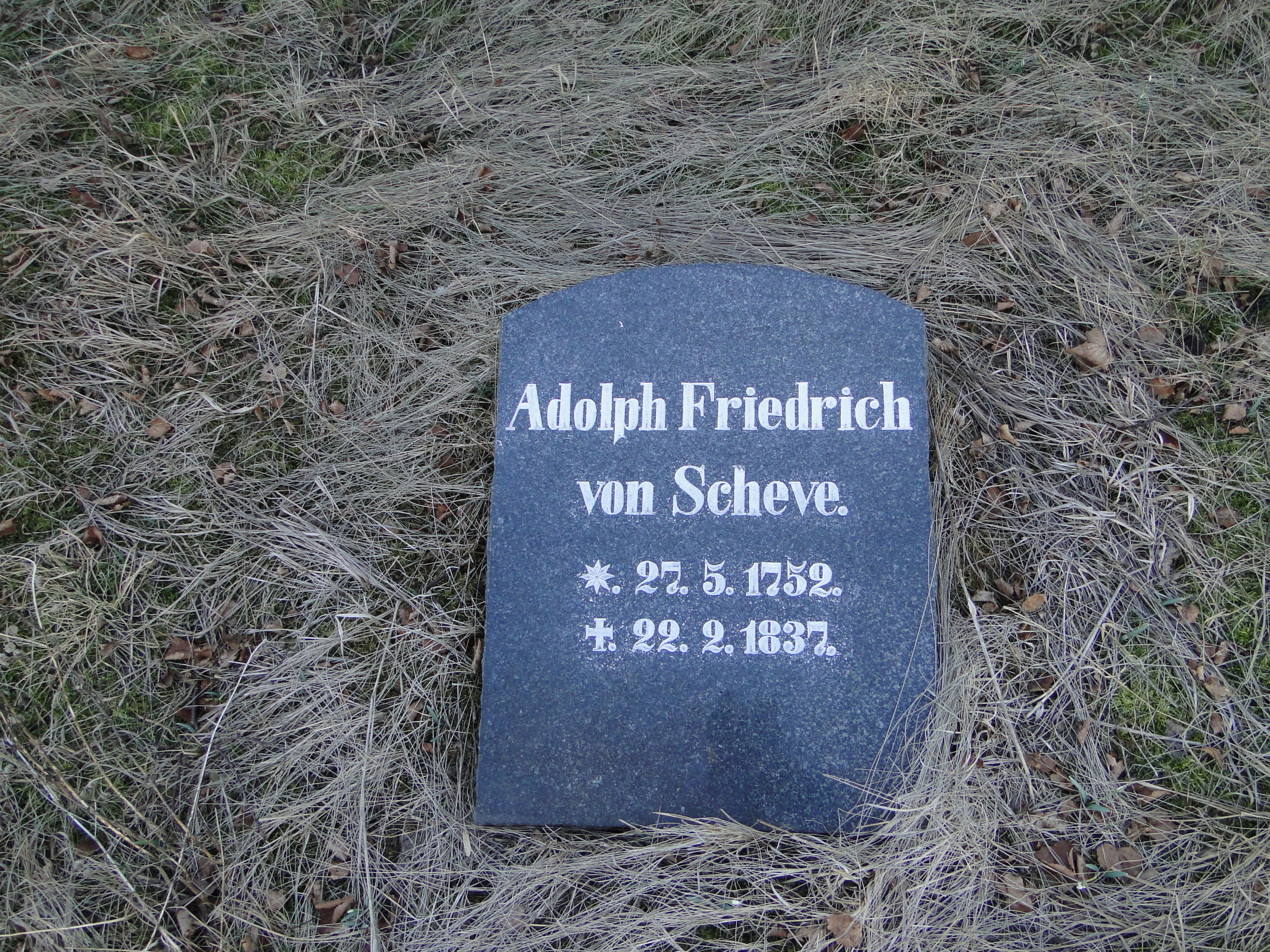
Grabstein in Canzow

Er heiratete im August 1785 Friederike Wilhelmine (* unbekannt; † 28. September 1849), die Tochter des Flügeladjutanten Friedrich des Großen, Oberstleutnant Friedrich Wilhelm von Lekow. Die Ehe blieb kinderlos. Adolph Friedrich von Scheve wurde in der Familiengruft in Canzow beigesetzt. Ein späterer Grabstein ist erhalten.

## Ehrungen
- 1815 erhielt er das Eiserne Kreuz am weißen Bande.
- Anlässlich seines fünfzigjährigen Dienstjubiläums erhielt er vom König Friedrich Wilhelm III. am 12. Januar 1825 den Roten Adlerorden 2. Klasse mit Eichenlaub.[5]